# Ehler Behring
Ehler Behring (* 7. November 1865 in Otterndorf; † 7. Juli 1918 in Brügge, Belgien) war ein deutscher Konteradmiral der Kaiserliche Marine.

## Leben
Ehler Behring trat im April 1883 als Kadett in die Kaiserliche Marine ein. 1901 war er als Kapitänleutnant Chef der II. Torpedobootsflottille. Später wurde er Chef des Stabes des Gouverneurs von Kiautschou, Kapitän zur See Oskar von Truppel. Hier wurde er am 16. August 1908 zum Kapitän zur See befördert.
Von April 1909 bis Oktober 1912 war er Kommandant des Linienschiffs Deutschland, das ab Oktober 1911 aus dem Geschwaderdienst ausschied. Anschließend war er bis zum 22. Juni 1914 Kommandant des Linienschiffs Wittelsbach. Unter Verleihung des Charakters als Konteradmiral wurde Behring am 22. Juni 1914 mit der gesetzlichen Pension zur Disposition gestellt.
Mit Ausbruch des Ersten Weltkriegs wurde Behring als z.D.-Offizier wiederverwendet und war zunächst mit der Wahrnehmung der Geschäfte des Inspekteurs der II. Marineinspektion beauftragt. Nach einer kurzzeitigen Verwendung als 2. Admiral des IV. Geschwaders war er vom 23. August 1914 bis zum 20. April 1915 Detachierter Admiral der östlichen Ostsee beim Oberbefehlshaber der Ostseestreitkräfte. Diesem unterstanden die Großen Kreuzer Friedrich Carl (bis zur Versenkung im November 1914) und Prinz Adalbert (als Ersatz für die Friedrich Carl) sowie die Kleinen Kreuzer Lübeck, Augsburg und Thetis. In dieser Position, die wegen des wachsenden Drucks auf die Schutz- und Sperraktivitäten in der Ostsee eingerichtet worden war, war Behring für die östliche Ostsee zuständig, während der Chef der Küstenschutz-Division für die westliche Ostsee verantwortlich war. Anschließend stand er vom 21. April bis zum 30. Mai 1915 zur Verfügung des Chefs der Marinestation der Ostsee und war ab dem 29. Mai 1918 Kommandeur der I. Marine-Brigade beim Marinekorps Flandern an der Westfront. Behring kam 1918 bei einem Jagdunfall ums Leben.